# Star Wars: Empire at War
Star Wars: Empire at War es un videojuego de estrategia en tiempo real lanzado en febrero de 2006. Basado en el universo de la Guerra de las Galaxias; se concentra en el conflicto ficticio entre el Imperio y la Alianza Rebelde, mismo que se desarrolla en el espacio de tiempo entre el Episodio III y Episodio IV. Fue desarrollado por Petroglyph, una compañía que se compone de los anteriores empleados de Westwood Studios, más conocidos por su trabajo en la saga Command & Conquer.
Empire at War usa un nuevo motor gráfico que Petroglyph desarrolló, conocido como Alamo. El parche más reciente fue publicado el 20 de julio de 2006. En octubre de 2006 fue lanzada una expansión titulada Star Wars: Empire at War: Forces of Corruption.

## Expansiones
El juego cuenta con una expansión; Star Wars: Empire at War: Forces of Corruption que añadió nuevas unidades, planetas, y una nueva facción.

## Tipos de juegos
El juego se divide en 3 modos:

### 1.- Campaña

#### Rebelión
La misión es derrotar al Imperio y destruir la estrella de la muerte. Al final la historia sigue el mismo curso del Episodio IV.
Héroes (cada uno tiene poderes especiales):
- El Corazón Hendido (Capitán Antilles).
- El Halcón Milenario (Han Solo y Chewbacca).
- Mon Mothma (Líder de la Rebelión).
- R2-D2 y C-3PO.
- El Hogar Uno (El Almirante Ackbar).
- Red Squadron (Luke Skywalker, Biggs Darklighter, Jek Porkins y Wedge Antilles).

#### Imperio
La misión es exterminar completamente a la rebelión usando todos los métodos (eso incluye usar también la estrella de la muerte). En esta campaña la historia tiene otro curso, la estrella de la muerte no es destruida, la rebelión es derrotada completamente, siendo el imperio victorioso y sin que nada lo detenga.
Héroes:
- TIE Advanced X1 (Darth Vader) (espacio y tierra).
- El Emperador Palpatine.
- La Slave 1 (Boba Fett) (espacio y tierra).
- AT-AT modificado (General Maximillian Veers).
- Destructor Estelar Clase Imperial "Acusador" (Capitán Piett)
- Grand Moff Tarkin (Gobernador Imperial)

Hay héroes que no aparecen en la historia, pero en el modo de escaramuza sí, estos son:
- Mara Jade (Imperio)
- Kyle Katarn (Rebelión)

### 2.- Conquista Galáctica
En esta misión el jugador puede elegir ser el imperio o la rebelión, a diferencia del modo campaña:
- Se puede elegir el escenario, en cada uno de ellos varía la cantidad de planetas.
- Aparecen todos los héroes para ambos bandos.
- Existe más libertad de acción que en el modo campaña.
- Se elige la cantidad de créditos con los que se desea iniciar la partida, así como el nivel tecnológico.
- Cuantos más planetas controles más créditos obtendrás.
- El bando que gane será el que:

1. Mate al líder del bando contrario: Si es la rebelión mata al emperador. Si es el imperio mata a Mon Mothma.
2. Si el Líder se salva: Si el emperador o Mon Mothma sobreviven.
3. Sigue un curso histórico: Si es el imperio se puede crear la estrella de la muerte para derrotar a la rebelión. Si es la rebelión, si la estrella de la muerte está construida, entonces hay que destruirla.
4. Eliminar por completo al otro bando.

### 3.- Escaramuza
Es un modo muy diferente ya que:
- Se puede elegir un escenario.
- Se producen créditos en la partida conquistando puntos de control.
- Se pueden permitir super armas o no: es en el espacio (El cañón de iones (rebelión) y el cañón de hipervelocidad (Imperio))
- Se elige el tipo de créditos con los que se desea iniciar la partida (Igual que en la conquista galáctica).
- Se puede permitir héroes, o no.
- se divide en tres tipos:

1. Escaramuza espacial: Se da en el espacio circundante de un determinado planeta. Los créditos se generan en el tiempo y con el hallazgo de minas espaciales.
2. Escaramuza terrestre: Se da en la superficie del planeta. Los créditos se generan en el tiempo y con el hallazgo de minas abandonadas.
3. Control Terrestre: El objetivo es controlar todas las zonas de aterrizaje antes que el otro bando.

## Desarrollo y lanzamiento
El demo oficial de Empire At War fue hecho disponible para descargar el 18 de enero de 2006, para sistemas con Microsoft Windows.
El 3 de noviembre de 2006, Aspyr Media Inc. anunció que EaW saldría para la plataforma Mac OS X en abril de 2007. Acompaña a Heroes of Might and Magic V (Freeverse Software) y Myst Online: Uru Live como uno de los primeros juegos de Mac que han sido desarrollado para jugarse solo en un Mac basado en Intel. La versión de Mac fue lanzada el 2 de abril de 2007, siendo el primer juego de Mac solo para Intel.